# Alter Ego (Lisa)
Alter Ego è il primo album in studio della rapper thailandese Lisa, pubblicato il 28 febbraio 2025 dalla Lloud e RCA.

## Promozione
Per promuovere il progetto, Lisa ha sostenuto diverse interviste nei talk show online e radiofonici come Hot Ones, Woody FM, What's in My Bag? e BBC Radio 1, oltre a essere protagonista di servizi per riviste come Vanity Fair, Elle e Billboard, che le ha dedicato dieci copertine in tutto il mondo, facendone la prima global cover star della sua storia.
A gennaio 2025, Lisa ha introdotto i suoi alter ego: Roxi, Sunni, Kiki, Speedi e Vixi attraverso una serie di video e immagini pubblicate sul suo sito. Successivamente, il 18 febbraio, ha annunciato la fondazione della sua casa editrice Lalisa Comics in collaborazione con Zero Zero Entertainment.

### Singoli
L'album è stato anticipato da quattro singoli. Il primo, Rockstar, è stato pubblicato con il relativo video musicale il 27 giugno 2024. Il secondo singolo, New Woman con il featuring della cantante spagnola Rosalía, viene messo in commercio il 15 agosto successivo, accompagnato dal video musicale. Il 4 ottobre, la cantante rilascia Moonlit Floor (Kiss Me) come terzo singolo. L'ultimo brano che precede l'uscita dell'album, Born Again con la partecipazione di Doja Cat e Raye, viene rilasciato insieme al video musicale il 6 febbraio 2025.

### Esibizioni dal vivo
L'11 settembre 2024, Lisa si è esibita agli MTV Video Music Awards a New York con Rockstar e New Woman. Sempre nel mese di settembre, la cantante ha preso parte al Global Citizen Festival a New York, durante la cui esibizione ha presentato in anteprima il brano Moonlit Floor (Kiss Me). Il 15 ottobre, ha preso parte al Victoria's Secret Fashion Show, dove si è esibita con Rockstar e Moonlit Floor (Kiss Me). Inoltre, il 31 dicembre ha cantato durante l'Amazing Thailand Countdown 2025, il concerto di fine anno a Bangkok, in Thailandia.

## Accoglienza
| Recensione         | Giudizio |
| ------------------ | -------- |
| IZM                |          |
| NME                |          |
| Pitchfork          | 5.2/10   |
| Rolling Stone      |          |
| The Guardian       |          |
| The Irish Times    |          |
| The New York Times |          |
| The Skinny         |          |
| The Times          |          |

Alter Ego ha ricevuto generalmente recensioni contrastanti da parte della critica specializzata. Secondo l'aggregatore Metacritic, Alter Ego ha ottenuto «recensioni miste o nella media» con un punteggio di 58 su 100, basato su sei valutazioni. Scrivendo per Rolling Stone, Maura Johnston ha assegnato a Alter Ego 3,5 stelle su 5, lodandolo per il «canto solido ma affascinante» di Lisa e la sua versatilità come artista, evidenziata dal concetto dell'album che gioca su più personalità, ma ha osservato che l'album «sembra un po' assemblato». Anche Elise Ryan di Associated Press ha elogiato l'album per la sua «adozione camaleontica di stili» e le «interessanti produzioni pop», ma lo ha criticato per essere troppo «pieno di collaborazioni», cosa che impedisce di introdurre chiaramente Lisa agli ascoltatori. Shaad D'Souza del Guardian ha anche criticato Alter Ego per essere pieno di stili diversi e artisti ospiti, affermando che «i collaboratori risaltano più di Lisa stessa nell'album». Al contrario, Crystal Bell di NME ha notato che i migliori lavori di Lisa per l'album derivano dalle sue collaborazioni; tuttavia, ha criticato l'album nel suo insieme come un progetto che abbraccia la varietà, lo spettacolo e la sperimentazione sonora piuttosto che la coesione, la visione artistica o una comprensione più profonda dell'identità di Lisa.
In una recensione mista per il Times, Will Hodgkinson ha contestualizzato l'album come il risultato del rigido sistema di allenamento K-pop, riassumendo l'«efficienza spietata» di Alter Ego come «una distillazione di ogni stile popolare dei tempi moderni, rielaborato e ripulito per un pubblico che ama i loro idoli impeccabili e impenetrabili». Joshua Minsoo Kim di Pitchfork ha criticato negativamente l'album definendolo «la più generica incarnazione di una pop star» e sottolineandone la mancanza di profondità. Un'altra recensione negativa, scritta da Ed Power per il The Irish Times, ha ribadito le critiche riguardanti l'assenza di personalità e identità dell'album.

## Tracce
1. Rockstar – 2:18 (Lisa, Ryan Tedder, Delacey, Sam Homaee, Lucy Healey, James Essien)
2. Elastigirl – 2:57 (Lisa, Cooper Holzman, Elle Campbell, Rollo, Connor Blake)
3. Thunder – 2:48 (Lisa, Ilya Salmanzadeh, Robin Tadross, Abby Keen)
4. New Woman (feat. Rosalía) – 2:59 (Lisa, Rosalía Vila Tobella, Tove Lo, Max Martin, Tove Burman, Ilya Salmanzadeh)
5. Fxck Up the World (feat. Future) – 3:02 (Lisa, Derrick Miller, Isaac De Boni, Jacob Canady, Jaeyoung, Michael Mule, Nayvadius Wilburn, Nija Charles)
6. Rapunzel (feat. Megan Thee Stallion) – 2:45 (Lisa, Carly Gibert, Gregory Aldae Hein, Megan Pete, Ryan Tedder, Sam Homaee)
7. Moonlit Floor (Kiss Me) – 2:35 (Jessie Reyez, Ryan Williamson, Matt Slocum)
8. When I'm With You (feat. Tyla) – 2:52 (Lisa, Tyla Seethal, Samuel Awuku, Richard Isong, Ariowa Irosogie, Imani Lewis, Corey Marlon Lindsay-Keay)
9. Badgrrrl – 2:12 (Lisa, Mark Williams, Raul Cubina, Nathan Andrew Chen, Philip Andre Mueller, Kobe Hood)
10. Lifestyle – 2:41 (Lisa, Ryan Tedder, Grant Boutin, Abby Keen, James Essien)
11. Chill – 2:39 (Lisa, Stargate, Samuel Awuku, Ali Tamposi)
12. Dream – 3:43 (Lisa, Shintaro Yasuda, Her0ism, Felicia Ferraro, Ali Tamposi)

Tracce esclusive della versione digitale
1. Born Again (feat. Doja Cat e Raye) – 3:51 (Amala Zandile Dlamini, Andrew Wells, Anthony Rossomando, Rachel Keen)
2. Fxck Up the World (Vixi solo version) – 2:55 (Lisa, Derrick Miller, Isaac De Boni, Jacob Canady, Jaeyoung, Michael Mule, Nija Charles)
3. Rapunzel (Kiki solo version) – 2:19 (Lisa, Carly Gibert, Gregory Aldae Hein, Ryan Tedder, Sam Homaee)

Tracce esclusive della versione digitale Thank You Lilies
1. Rockstar (Victoria's Secret version) – 3:15
2. Moonlit Floor (Kiss Me) (Victoria's Secret version) – 5:25
3. Born Again (feat. Doja Cat & Raye) (Purple Disco Machine remix) – 3:33
4. Thank You Lilies – 0:12

Note
- Rockstar contiene un campionamento di New Person, Same Old Mistakes di Tame Impala.[30]
- Moonlit Floor (Kiss Me) contiene un'interpolazione di Kiss Me (1998), scritta da Matt Slocum ed eseguita dai Sixpence None the Richer.[31]

## Successo commerciale
Alter Ego ha esordito al 20º posto della Official Albums Chart con 5 435 unità equivalenti. Il disco ha inoltre collocato quattro tracce nella top 20 della Official Thailand Chart contemporaneamente, tra cui Fxck Up the World al 2º posto.

## Classifiche
| Classifica (2025) | Posizione massima |
| ----------------- | ----------------- |
| Australia         | 5                 |
| Austria           | 2                 |
| Belgio (Fiandre)  | 4                 |
| Belgio (Vallonia) | 3                 |
| Canada            | 21                |
| Croazia           | 29                |
| Finlandia         | 32                |
| Francia           | 3                 |
| Germania          | 2                 |
| Giappone          | 26                |
| Irlanda           | 41                |
| Italia            | 17                |
| Lituania          | 19                |
| Norvegia          | 29                |
| Nuova Zelanda     | 11                |
| Paesi Bassi       | 7                 |
| Polonia           | 4                 |
| Portogallo        | 10                |
| Regno Unito       | 20                |
| Spagna            | 3                 |
| Stati Uniti       | 7                 |
| Svezia            | 33                |
| Svizzera          | 5                 |
| Ungheria          | 21                |